# 東本郷 (横浜市)
東本郷（ひがしほんごう）は神奈川県横浜市緑区の町名。現行行政地名は東本郷一丁目から東本郷六丁目と東本郷町。住居表示は東本郷一丁目から東本郷六丁目は実施済みで、東本郷町が未実施区域。

## 地理
緑区の南東部の都筑区、港北区、神奈川区の3区境界付近に位置し、東に港北区小机町、西に鴨居、南に神奈川区菅田町、北に都筑区池辺町と川向町と接している。

### 面積
面積は以下の通りである。
| 丁目         | 面積（km²） |  |
| ------------ | ----------- |  |
| 東本郷一丁目 | 0.106       |  |
| 東本郷二丁目 | 0.096       |  |
| 東本郷三丁目 | 0.162       |  |
| 東本郷四丁目 | 0.231       |  |
| 東本郷五丁目 | 0.211       |  |
| 東本郷六丁目 | 0.186       |  |
| 計           | 0.992       |  |
|              |             |  |
| 東本郷町     | 0.201       |  |

### 東本郷町の字名
- 西耕地
- 南耕地
- 東耕地
- 北耕地[2]

### 地価
住宅地の地価は、2025年（令和7年）1月1日の公示地価によれば、東本郷2-21-15の地点で21万1000円/m²、東本郷4-14-5-1の地点で16万4000円/m²となっている。

## 歴史

### 沿革
かつてはこの地域は、都筑郡新治村大字本郷であった。
- 1939年（昭和14年）4月1日 - 都筑郡新治村が横浜市に編入し、港北区東本郷町を設置[9]。東本郷町となったのはすでに中区に本郷町があったため。
- 1969年（昭和44年）10月1日 - 港北区から緑区が分区。横浜市緑区東本郷町となる[10]。
- 1970年（昭和45年）6月16日 - 土地区画整理事業による換地処分に伴い、鴨居町、神奈川区菅田町の各一部から編入[11]。
- 1977年（昭和52年）10月28日 - 神奈川区菅田町、港北区小机町との境界を変更する[12]。
- 1978年（昭和53年）5月29日 - 東本郷町の一部を川向町へ編入[13]。
- 1985年（昭和60年）7月22日 - 鴨居地区の住居表示の実施に伴い、東本郷町の一部を鴨居一丁目、鴨居二丁目の各町へ編入[14]。
- 1986年（昭和61年）2月22日 - 土地改良事業に伴う換地処分により鴨居町との境界を変更する[15]。
- 1988年（昭和63年）7月25日 - 住居表示の実施に伴い、東本郷町、神奈川区菅田町、港北区小机町の各一部から、東本郷一丁目から東本郷六丁目を新規設置[16]。

### 町名の変遷
| 実施後       | 実施年月日                | 実施前（各町名ともその一部）     |
| ------------ | ------------------------- | -------------------------------- |
| 東本郷町     | 1939年（昭和14年）4月1日  | 大字本郷                         |
| 東本郷一丁目 | 1988年（昭和63年）7月25日 | 東本郷町の一部                   |
| 東本郷二丁目 | 1988年（昭和63年）7月25日 | 東本郷町の一部                   |
| 東本郷三丁目 | 1988年（昭和63年）7月25日 | 東本郷町、神奈川区菅田町の各一部 |
| 東本郷四丁目 | 1988年（昭和63年）7月25日 | 東本郷町の一部                   |
| 東本郷五丁目 | 1988年（昭和63年）7月25日 | 東本郷町、港北区小机町の各一部   |
| 東本郷六丁目 | 1988年（昭和63年）7月25日 | 東本郷町の一部                   |

## 世帯数と人口
2025年（令和7年）6月30日現在（横浜市発表）の世帯数と人口は以下の通りである。
| 丁目         | 世帯数    | 人口     |
| ------------ | --------- | -------- |
| 東本郷一丁目 | 586世帯   | 1,243人  |
| 東本郷二丁目 | 432世帯   | 912人    |
| 東本郷三丁目 | 743世帯   | 1,605人  |
| 東本郷四丁目 | 1,214世帯 | 2,385人  |
| 東本郷五丁目 | 1,011世帯 | 2,038人  |
| 東本郷六丁目 | 1,913世帯 | 4,013人  |
| 計           | 5,899世帯 | 12,196人 |
|              |           |          |
| 東本郷町     | 8世帯     | 22人     |

### 人口の変遷
国勢調査による人口の推移。（東本郷町、東本郷一丁目～東本郷六丁目の合算）
| 年                 | 人口   |
| ------------------ | ------ |
| 1995年（平成7年）  | 12,017 |
| 2000年（平成12年） | 13,310 |
| 2005年（平成17年） | 13,344 |
| 2010年（平成22年） | 12,946 |
| 2015年（平成27年） | 12,548 |
| 2020年（令和2年）  | 12,264 |

### 世帯数の変遷
国勢調査による世帯数の推移。（東本郷町、東本郷一丁目～東本郷六丁目の合算）
| 年                 | 世帯数 |
| ------------------ | ------ |
| 1995年（平成7年）  | 4,050  |
| 2000年（平成12年） | 4,826  |
| 2005年（平成17年） | 5,027  |
| 2010年（平成22年） | 5,209  |
| 2015年（平成27年） | 5,182  |
| 2020年（令和2年）  | 5,314  |

## 学区
市立小・中学校に通う場合、学区は以下の通りとなる（2024年11月時点）。

### 丁目
| 丁目         | 番地                                                                           | 小学校               | 中学校               |
| ------------ | ------------------------------------------------------------------------------ | -------------------- | -------------------- |
| 東本郷一丁目 | 全域                                                                           | 横浜市立東本郷小学校 | 横浜市立東鴨居中学校 |
| 東本郷二丁目 | 全域                                                                           | 横浜市立東本郷小学校 | 横浜市立東鴨居中学校 |
| 東本郷三丁目 | 全域                                                                           | 横浜市立東本郷小学校 | 横浜市立東鴨居中学校 |
| 東本郷四丁目 | 1〜2番、7〜9番 10番19・23号 20番〜25番10号 25番12〜27号 26番、29番             | 横浜市立東本郷小学校 | 横浜市立東鴨居中学校 |
| 東本郷四丁目 | 3〜6番、10番1〜18号 10番20〜22・24〜40号 11〜19番、25番11号 27〜28番、30〜37番 | 横浜市立東本郷小学校 | 横浜市立城郷中学校   |
| 東本郷五丁目 | 1番〜26番13号 28番1〜5号                                                       | 横浜市立東本郷小学校 | 横浜市立城郷中学校   |
| 東本郷五丁目 | 26番14〜21号、27番 28番6〜15号、29〜46番                                       | 横浜市立東本郷小学校 | 横浜市立東鴨居中学校 |
| 東本郷六丁目 | 1〜4番                                                                         | 横浜市立東本郷小学校 | 横浜市立東鴨居中学校 |
| 東本郷六丁目 | 5〜27番                                                                        | 横浜市立東本郷小学校 | 横浜市立城郷中学校   |

## 事業所
2021年（令和3年）現在の経済センサス調査による事業所数と従業員数は以下の通りである。
| 丁目         | 事業所数  | 従業員数 |
| ------------ | --------- | -------- |
| 東本郷一丁目 | 20事業所  | 447人    |
| 東本郷二丁目 | 7事業所   | 19人     |
| 東本郷三丁目 | 21事業所  | 63人     |
| 東本郷四丁目 | 45事業所  | 230人    |
| 東本郷五丁目 | 33事業所  | 386人    |
| 東本郷六丁目 | 33事業所  | 155人    |
| 計           | 159事業所 | 1,300人  |

### 事業者数の変遷
経済センサスによる事業所数の推移。
| 年                 | 事業者数 |
| ------------------ | -------- |
| 2016年（平成28年） | 156      |
| 2021年（令和3年）  | 159      |

### 従業員数の変遷
経済センサスによる従業員数の推移。
| 年                 | 従業員数 |
| ------------------ | -------- |
| 2016年（平成28年） | 1,026    |
| 2021年（令和3年）  | 1,300    |

## 施設
- 横浜市立東本郷小学校
- 神奈川県立みどり支援学校
- 横浜東本郷郵便局
- 本郷神社
- 浅間社
- 東観寺

## その他

### 日本郵便
- 集配担当する郵便局と郵便番号は以下の通りである[26]。

| 町丁     | 郵便番号 | 郵便局   |
| -------- | -------- | -------- |
| 東本郷   | 226-0002 | 緑郵便局 |
| 東本郷町 | 226-0001 | 緑郵便局 |

### 警察
町内の警察の管轄区域は以下の通りである。
| 町丁         | 番・番地等 | 警察署   | 交番・駐在所 |
| ------------ | ---------- | -------- | ------------ |
| 東本郷町     | 全域       | 緑警察署 | 鴨居駅前交番 |
| 東本郷一丁目 | 全域       | 緑警察署 | 鴨居駅前交番 |
| 東本郷二丁目 | 全域       | 緑警察署 | 鴨居駅前交番 |
| 東本郷三丁目 | 全域       | 緑警察署 | 鴨居駅前交番 |
| 東本郷四丁目 | 全域       | 緑警察署 | 鴨居駅前交番 |
| 東本郷五丁目 | 全域       | 緑警察署 | 鴨居駅前交番 |
| 東本郷六丁目 | 全域       | 緑警察署 | 鴨居駅前交番 |